# Careproctus solidus
Careproctus solidus es un pez marino de la familia Liparidae. Fue descrito por Chernova en 1999.
La hembra puede llegar a medir 11,75 centímetros de longitud; es de clima templado y puede alcanzar profundidades que van desde los 1151 hasta 2151 metros. Habita en el mar de Láptev.
Estos peces son batidemersales e inofensivos para el ser humano.

### Lecturas recomendadas
- Txernova, N. V.; Stein, D. L.; Andriàixev, A. P «Family Liparidae (Scopoli, 1777) snailfishes» (en anglès). California Academy of Sciences Annotated Checklists of Fishes, 31, 72, 2004.
- Chernova, N. V., 2005. New species of Careproctus (Liparidae) fom the Barents Sea and adjacent waters. J. Ichthyol. 45(9):689-690.